# Удивительное путешествие кролика Эдварда
«Удивительное путешествие кролика Эдварда» (англ. The Miraculous Journey of Edward Tulane) — сказочная повесть (роман) американской детской писательницы Кейт Дикамилло, рассказывающая о многолетних похождениях игрушечного фарфорового кролика Эдварда. Опубликована в 2006 году с иллюстрациями Баграма Ибатуллина. В 2008 году вышла в русском переводе Ольги Варшавер.
По словам Дикамилло, повесть об Эдварде была написана очень быстро и как будто «написалась сама» (англ. wrote itself), тогда как некоторые из её произведений проходили через восемь-девять стадий редактирования.

## Сюжет
У десятилетней девочки по имени Абилин Тюлейн был большой фарфоровый кролик, подаренный бабушкой, которого она очень любила и наряжала в красивую одежду. Самого кролика ничего не интересовало, но ему нравилось выглядеть красиво. Однажды бабушка Абилин рассказала внучке сказку о принцессе, которая никогда никого не любила, за что колдунья превратила её в бородавочника. Также бабушка сказала Эдварду, что «он её разочаровал». Когда Абилин с родителями отправилась в морское путешествие на большом корабле, Эдварда схватили мальчишки, и во время их драки с Абилин кролик упал за борт.
Много месяцев Эдвард пролежал на дне океана, однако потом шторм вынес его на поверхность, и он попал в рыболовные сети. Его выловил пожилой рыбак по имени Лоренс, и затем Эдвард какое-то время жил дома у рыбака и его жены Нелли, которая сшила ему платье и называла его Сюзанной. Однако когда приехала взрослая дочь рыбака, она выбросила Эдварда на помойку. Там он пролежал ещё несколько месяцев, пока его не отрыла собака, которая принесла его хозяину-бродяге по прозвищу Бык. Тот смастерил кролику новый костюм, назвав его Малоун. Кролик семь лет путешествовал с бродягой по стране. К этому времени он понял, что значит любить и быть любимым, и понял, почему бабушка Абилин была недовольна им и рассказала сказку о принцессе.
Однажды сторож в поезде, где путешествовал бродяга, выбросил Эдварда из поезда. Его подобрала старушка, которая сделала из Эдварда пугало на огороде, но ночью его забрал мальчик Брайс, который работал у старушки. Брайс, семья которого жила в нищете, взял кролика, чтобы порадовать младшую сестрёнку Сару-Рут, тяжело больную туберкулёзом. Эдвард, теперь под именем Бубенчик, очень привязался к девочке. Когда она умерла, Брайс ушёл с кроликом в Мемфис, где стал выступать на улице, играя на губной гармошке и показывая, как кролик танцует благодаря привязанным к нему ниточкам. Однажды в забегаловке Брайсу не хватило денег, чтобы заплатить за еду, и владелец забегаловки схватил кролика и со всей силы ударил о прилавок.
Эдвард был близок к смерти, но когда он очнулся, оказалось, что кукольный мастер Люциус Кларк по просьбе Брайса восстановил его (его голова была разбита на несколько кусков), но с уговором, что кролик останется у мастера. Несколько лет кролик просидел на полке в кукольной лавке, его никто не покупал. Кролик не верил, что когда-нибудь с ним может произойти что-то хорошее после стольких потерь тех, кто его любил и кого любил он. Но однажды его выбрала маленькая девочка, мамой которой оказалась теперь уже взрослая Абилин. Так Эдвард вернулся домой.

## Награды
- 2006 — Boston Globe–Horn Book Award[4][5]
- 2006 — Parents' Choice Award[6]

## Отзывы

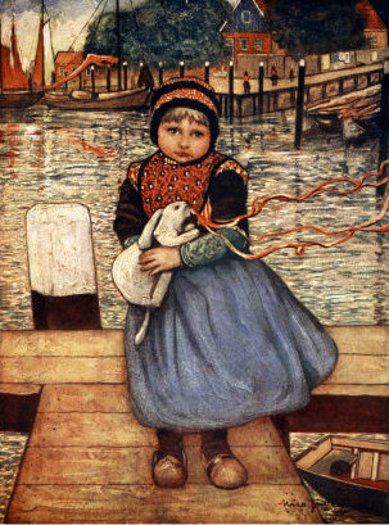
Девочка и кролик. Юнгман, Нико, начало XX в.

Рецензент The New York Times отмечает, что повесть принадлежит к недооцениваемому, но тем не менее многими любимому жанру описания частной жизни игрушек — начиная от сказки «Стойкий оловянный солдатик» датского писателя Х. К. Андерсена и до современных мультиков типа «История игрушек». По мнению автора, у каждой игрушки своя история (англ. Every toy has its own history), при этом все счастливые игрушки похожи, тогда как каждая несчастная несчастлива по-своему (англ. It seems happy toys are all alike; every unhappy toy is unhappy in its own way). Кролик Эдвард, будучи в начале книги равнодушным и самовлюблённым, переживает несколько метаморфоз и даже символическую смерть и воскрешение перед тем, как сказка завершается счастливым финалом.

## Адаптации
В 2013 году было объявлено о намерении экранизировать повесть — компания New Line Cinema назначила режиссёром Роберта Земекиса (в числе прочего, режиссёра фильма «Кто подставил кролика Роджера»), однако затем про этот проект не было слышно.
В 2017 года оперный театр Миннесоты объявил о планах по созданию оперы по мотивам книги. Позже сообщалось, что премьера оперы состоится в марте 2020 года, однако она была перенесена в связи с эпидемией COVID-19. Опера «Эдвард Тюлейн» на музыку Паолы Престини будет показана в сезоне 2022—23 годов.
Существует несколько адаптаций книги для театра:
- В 2011 году в Челябинском государственном областном театре кукол им. Вольховского состоялась премьера спектакля «Удивительное путешествие кролика Эдварда». Спектакль стал лауреатом 2012 года Национальной театральной премии «Золотая маска» в номинациях: «Лучшая работа режиссёра» (Александр Борок) и «Лучшая работа художника» (Захар Давыдов)[14].
- В 2013 году состоялась премьера «Удивительного путешествия кролика Эдварда» в Москве, в МХТ им. А. П. Чехова в постановке режиссера Глеба Черепанова, где главную роль - кролика Эдварда - исполнил молодой Александр Молочников[15][16].
- В 2014 году состоялась премьера «Удивительного путешествия кролика Эдварда» в Санкт-Петербургском театре «Суббота» в постановке режиссера Владимира Абрамова[17][18]. Спектакль-лауреат премии-фестиваля «Театры Санкт-Петербурга — детям» в номинациях: «Лучший спектакль» и «Лучшая роль» (актриса Ольга Николаева за исполнение роли кролика Эдварда). Сохраняется в репертуаре[19], выдержал около 200 представлений.
- В 2016 году в Российском академическом молодежном театре. Произведение идет в постановке режиссера Рузанны Мовсесян[20][21]. Спектакль-лауреат приза зрительских симпатий московской театральной премии «Звезда Театрала» в номинации «Лучший спектакль для детей» (2016).
- В 2018 году в Новгородском театре для детей и молодежи «Малый» состоялась премьера спектакля «Удивительное путешествие кролика Эдварда» в постановке режиссёра Надежды Алексеевой[22].
- В 2018 году на сцене РГГУ состоялась премьера спектакля «Удивительное путешествие кролика Эдварда» в постановке режиссёра независимого проекта ТК РГГУ «Тёрка» Яны Окландер[23]. Впоследствии спектакль был показан в Центральной детской библиотеке №46 им И.З. Сурикова и в библиотеке №29 города Москвы.

После успешных постановок в Москве и Санкт-Петербурге спектакли по этой сказке идут во многих городах России, среди них: Казань, Уфа, Барнаул, Томск и др.